# 灵光塔
41°25′24″N 128°10′55″E / 41.42333°N 128.18194°E
灵光塔位于中国吉林省白山市长白朝鲜族自治县城西北，1988年被列为第三批全国重点文物保护单位。
灵光塔是渤海国的建筑遗存，坐北朝南，为砖砌楼阁式空心方塔，共五层，高13米，底边长3.3米，顶边长1.9米。